# Hronka
A Hronka egy szlovák nyelven megjelenő irodalmi lap volt a Magyar Királyságban. Karol Kuzmány evangélikus lelkész alapította 1836-ban Besztercebányán. Rendszertelen periodicitással évente három lapszáma jelent meg. Rövid ideig tartó fennállását követően 1838-ban szűnt meg.